# 呼延翼
呼延 翼（こえん よく、? - 309年）は、漢（後の前趙）の政治家・武将である。遠祖は匈奴系の貴種である「呼衍部」もしくは「呼延部」の首長の末裔。娘に光文帝劉淵の皇后呼延氏がおり、子に太尉の呼延攸がいる。

## 生涯
勇敢で人望があったという。劉淵に仕え、彼が事業を起こすと、それに参画しよく補佐した。
304年10月、漢（前趙）が建国されると、娘の呼延氏は王后に立てられた。後に御史大夫に任じられた。
308年10月、劉淵が皇帝に即位すると、娘は最初の皇后となり、呼延翼は大司空・雁門郡公に任じられた。
309年1月、劉淵は皇子の劉聡・王弥らに命じて洛陽を攻撃させ、呼延翼が歩兵を率いて後詰めとなった。劉聡は洛陽城下まで軍を進めたが、北宮純の夜襲を受けたために軍を退いた。この時、呼延翼の陣営は大いに乱れ、不服を抱いた部下の反逆を受け殺害された。
側近であった呼延翼を失った劉淵は大いに落胆して、嘆き悲しんだという。剛穆公と追諡された。